# Oliver Parker
Oliver Parker (Londres, 6 de septiembre de 1960) es un director de cine y guionista británico.

## Biografía
Parker nació en Londres en 1960, hijo del empresario sir Peter Parker y de la escritora Lady Gillian; tiene un hermano, Nathaniel Parker, que es actor.
Debutó en el cine en 1995, dirigiendo la adaptación del clásico de la literatura Otelo de William Shakespeare, con Kenneth Branagh en el papel de Iago.

## Filmografía

### Director
- Otelo (1995)
- Un marido ideal (1999)
- La importancia de llamarse Ernesto (2002)
- The Private Life of Samuel Pepys (TV, 2003)
- Fade to Black (2006)
- I Really Hate My Job (2007)
- St. Trinian's (2007)
- Dorian Gray (2009)
- Pasados por agua (2018)

### Guionista
- Otelo (1995)
- Un marido ideal (1999)
- La importancia de llamarse Ernesto (2002)
- The Private Life of Samuel Pepys (TV, 2003)
- Fade to Black (2006)